# 川口能活
川口 能活（かわぐち よしかつ、1975年8月15日 - ）は、静岡県富士市出身の元サッカー選手、サッカー指導者。スポーツ科学者。現役時代のポジションはゴールキーパー（GK）。元日本代表。
学位は修士（スポーツ科学）（早稲田大学・2023年）。

## 概要
FIFAコンフェデレーションズカップ2001ベストイレブン、AFCアジアカップ2004ベストイレブンなどの受賞歴を持つ。国際Aマッチ出場数は日本代表歴代3位、同ゴールキーパー歴代1位の116試合を記録。4大会連続でFIFAワールドカップメンバーに選出されている（1998年 W杯フランス大会、2002年 W杯日韓大会、2006年W杯 ドイツ大会、2010年W杯 南アフリカ大会）。オシムジャパン、岡田ジャパンでは主将を務めた。
2016年にJFA B級コーチライセンスとゴールキーパーC級コーチの資格を取得すると、日本代表等のGKコーチとして日本代表を裏で支えている。
2022年には日本代表等のGKコーチを退任し、古巣ジュビロ磐田のトップチームでGKコーチとして帰還した。

## プロ入り前
サッカー漫画『キャプテン翼』の影響や兄の薦めから9歳でサッカーを始め、富士市立天間小学校時代は富士市内のサッカースポーツ少年団でプレーした。当初はポジションを転々としたが、小学校4年生から本格的にGKに専念する。
1988年に東海大学第一中学校に入学。在学中に3年連続で全国中学校サッカー大会出場を経験し、2年時・3年時の2度、大会優秀選手に選出された。
1991年に清水市立商業高等学校（現静岡市立清水桜が丘高等学校）に入学。
1年生時からレギュラーとして試合に出場した
第70回全国高等学校サッカー選手権大会に望月重良や平野孝らと共に出場し、前園真聖を擁する鹿児島実業に1-2で敗れ3回戦で敗退した。
2年生時は出場はならなかったが、翌年の第72回全国高等学校サッカー選手権大会に出場。
田中誠、小川雅己、佐藤由紀彦、安永聡太郎、鈴木悟ら後のJリーガーを多く擁するチームを、キャプテンとして率いた。
予選から準々決勝まで11試合連続無失点を記録すると、準決勝で城彰二を擁する鹿児島実業高校と再び対戦。
試合は2-2でPK戦にもつれ込むが、鹿児島実業4人目の藤崎義孝を川口がセーブして5-4で制した。
決勝戦では前年度王者の長崎県立国見高等学校と対戦し、2-1で勝利。
5年ぶり3回目の選手権優勝を果たした。

## クラブ経歴

### 横浜マリノス/横浜F・マリノス時代
1994年、横浜マリノスに加入。当時、マリノスには日本代表GK松永成立が在籍していたが、松永の出場停止で浦上壮史が先発出場した試合で、初めてリザーブとして公式戦でベンチ入りした。2年目の1995年シーズン途中に、監督のホルヘ・ソラリとヘッドコーチの早野宏史が若手の川口を正GKに抜擢。これにより、4月26日第11節柏レイソル戦でJリーグ初出場を果たした。初出場で浮足立ったプレーもあったがゴールを守り、無失点で勝利した。この後もポジションを確保し、この年のNICOSシリーズは全試合出場。
7月19日に優勝が懸かったサントリーシリーズ第25節清水エスパルス戦で、1-2でリードされた後半ロスタイム、コーナーキックのチャンスでゴール前に上がりヘディングシュートをするもののゴールポストに当たり得点にはならなかった。この試合には敗れたもののチームは1stステージ優勝を経験し、1995年度のチャンピオンシップでヴェルディ川崎を下し年間優勝。自身も初タイトルとなる、Jリーグ新人王を獲得した。

### ポーツマスFC時代
2001年10月21日、イングランドのフットボールリーグ・チャンピオンシップ（2部）に所属するポーツマスFCへ移籍し、日本人GKとして初の欧州移籍を果たした。移籍金180万ポンド（当時のレートで3億円）は、ポーツマス史上最高額（当時）であった。これにより10月20日の2ndステージ第10節セレッソ大阪戦がマリノスでのラストゲームになった。
新天地でのデビューは11月3日のリーグ戦第8節シェフィールドW戦で、チームは3-2で勝利した。また、2002年1月4日に行われたレイトン・オリエントFC戦で日本人選手として初めてFAカップに出場した。
2001-02シーズンはリーグ戦11試合に出場したが、レギュラー確保には至らなかった。2002年にはウェストハム・ユナイテッドFCからトリニダード・トバゴ代表のシャカ・ヒスロップが加入したこともあって、シーズンの大半をリザーブリーグで過ごす。イングランドでの2年目は1試合の出場にとどまり、プレミアリーグ（1部）に昇格した2003-04シーズンは出場機会を完全に失った。結局、2002-03シーズンに途中出場した2003年5月4日第44節ブラッドフォード・シティAFC戦 がポーツマスでの最後の試合となり、プレミアリーグでは出場できなかった。

### FCノアシェラン時代
試合の出場機会を求め、2003年9月4日、デンマークのFCノアシェランに移籍。10月5日SASリーガ第11節ヘアフュルエBK戦にてスーペルリーガ公式戦に初出場した。しかし、後にデンマーク代表にも名を連ねたキム・クリステンセンにポジションを奪われ、2004年4月12日第25節ヴィボーFF戦以降出場機会はなかった。

### ジュビロ磐田時代
2005年にノアシェランから地元・静岡県のチームであるジュビロ磐田へ移籍。同年4月10日のJ1第4節FC東京戦で、約4年ぶりにJリーグ公式戦に出場した。
2006年は全34試合に出場し、Jリーグベストイレブンに選ばれた。
2008年5月10日の第12節アルビレックス新潟戦（東北電力スタジアム）で史上32人目、GKとしては史上3人目のJ1通算300試合出場を達成。しかしこの年チームは終始低迷し、残留のかかった最終節の大宮アルディージャ戦も敗れて16位でシーズンを終えた。12月13日、J2・3位のベガルタ仙台とのJ1・J2入れ替え戦第2戦では、後半24分の平瀬智行のループ気味のヘディングをセーブ、後半ロスタイムでの顔面でのセーブ などの働きを見せ、磐田のJ1残留に貢献した。
2009年はバーレーン遠征中の1月24日に右脹脛を負傷。肉離れと診断され、Jリーグ開幕戦の出場は微妙と報道されていたが、開幕戦に間に合わせた。しかし守備の乱れなどもあり、モンテディオ山形戦（2-6@ヤマハ）、第2節ガンバ大阪戦（1-4@万博）の2試合で計10失点を喫し、更に第6節清水エスパルス戦まで5試合勝利がなく、その後失点は減ったものの波に乗り切れず低空飛行が続いた。9月19日、第26節京都サンガF.C.戦でFW金成勇と接触した際に右脛骨骨幹部骨折で負傷、右脛骨骨幹部骨折により全治6ヶ月と診断され 離脱。残りのシーズンを棒に振ることとなった。
2010年序盤はリハビリのためベンチ入りすらなかったが、自身も代表に選出された南アフリカW杯後の8月7日、第17節山形戦（0-1）で約1年ぶりに公式戦に復帰した。この年はリーグ戦17試合に出場。リーグ戦こそ前年同様序盤の出遅れもあって2年連続で11位に留まったものの、第32節では敵地で鹿島アントラーズ相手に好セーブを連発して8年ぶりの勝利を挙げた。ナビスコカップでは決勝トーナメント4試合に出場し、9年ぶりの決勝進出。決勝のサンフレッチェ広島戦では槙野智章のPKを止めるなど好プレーを披露し、12年ぶりの優勝を達成した（なお、この優勝が磐田にとっては7年ぶりのタイトルだった）。
2011年8月3日に行われたスルガ銀行チャンピオンシップでは、2-2で迎えたPK戦で2人目と3人目を止めて優勝に導いた。また5年ぶりに全34試合にフル出場し、順位も4年ぶりに1桁（8位）を記録した。
2012年3月10日のコンサドーレ札幌との開幕戦で史上3人目のJ1通算100完封を達成した。続く3月17日のサガン鳥栖戦では史上8人目のJ1通算400試合出場を達成した。しかし、3月22日の練習中に右アキレス腱を断裂。全治6ヶ月と診断され、長期離脱となってしまった。その後、12月15日の天皇杯4回戦・鹿島戦にて約9カ月ぶりに公式戦に復帰するも、チームは逆転負けを喫した。
2013年シーズンはチームの成績低迷の影響もあり徐々に出場機会を失い、8月10日第20節サンフレッチェ広島戦（1-2@Eスタ）以降はスターティングメンバーから外れるようになる。8月31日第24節ヴァンフォーレ甲府戦（1-1@ヤマハ）では5試合ぶりに復帰するが、その後のリーグ戦での出場はなく、以降は腰痛の影響もあり登録メンバーから外れることもあった。最終節となる12月7日の大分トリニータ戦（3-1@ヤマハ）で久々の出場を果たし、9試合ぶりの勝利に貢献するが、翌年のJ2降格が決定しているチームからの契約期間満了の通達により、この試合をもってジュビロ磐田での最終ゲームとなり、9年間在籍したチームを去ることになった。

### FC岐阜時代
2014年1月17日、J2に所属するFC岐阜へ移籍。同年リーグ戦37試合に出場した。
2015年1月15日、FC岐阜が15年シーズンの契約を更新したことを発表。同年より背番号が22から1に変更される。2015年シーズンはプロ入り後初のひざの故障に悩まされ、第7節の東京ヴェルディ戦を最後に長期離脱。同年11月14日カマタマーレ讃岐戦で7か月ぶりにベンチ入り。リーグ最終節のアビスパ福岡戦で約7か月半ぶりにスタメン出場を果たした。
同年11月27日、FC岐阜は契約満了により川口の契約更新を行わないことを発表し、退団することとなった。

### SC相模原時代
2016年にJ3所属のSC相模原に完全移籍した。3月の開幕直前に左足首を負傷したが、同年5月8日の第8節ブラウブリッツ秋田戦に出場してJ3初出場。2017年11月19日、第32節のFC東京U-23戦で通算500試合に出場した。
2018年11月にシーズン終了と共に現役引退することをクラブが発表した。引退の理由は「日本サッカーに、自分が選手としてではなくて、違った形で貢献したいという思いが強くなって、それで引退する覚悟を決めました」と引退会見で話している。12月2日、現役最後の試合となったJ3最終節の鹿児島ユナイテッドFC戦では、キャプテンマークを巻いてスタメンで出場、無失点でチームの勝利に貢献した。試合後に行われた引退セレモニーでは、ライバルだった楢﨑正剛が花束を持ってサプライズで登場した。楢﨑も翌年1月に引退を発表し、3月2日に行われた楢﨑の引退セレモニーでは、逆に川口がサプライズで花束を持って登場した。

## 代表経歴
1994年2月2日マレーシア国際トーナメント、U-23マレーシア代表戦に初出場を果たす。以降U-23サッカー日本代表としてアトランタオリンピック予選に正GKとして出場し、メキシコオリンピック以来となる28年ぶりのオリンピック出場に貢献する。その後、オリンピックのサッカー競技・日本代表選手のメンバーに選出される。
1996年7月22日、アトランタオリンピック1次リーグ第1戦、ロナウドやリバウドといった錚々たる面々を揃えたブラジル代表と対戦。防戦一方の展開の中、素早い飛び出しと堅い守備で相手の攻撃を凌ぎ、28本にも及ぶシュートを無失点に抑え込む。ブラジル相手に1-0の完封勝利を収めた大波乱の立役者として大きく賞賛された（マイアミの奇跡も参照）。ブラジルの代表監督マリオ・ザガロは「日本のGKは素晴らしかった」と語っている。チームはグループリーグを2勝1敗で終えるも3位となり決勝トーナメント進出を逃す。
1996年8月25日のウルグアイ戦に、当時監督の加茂周によりフル代表へ初招集される。1997年2月13日、キングスカップスウェーデン戦において国際Aマッチ初出場を果たし、以降はコンスタントに出場機会を増やしていく。フランスW杯・アジア最終予選の全試合に唯一出場し、特に苦戦を強いられたアウェー戦での活躍が光り、9月19日のアブダビでのUAE戦では劣勢の状況の中、相手を無失点に封じ込め勝ち点1をもたらした。日本のサッカーの歴史に深く刻まれる“ジョホールバルの歓喜”でも2失点はしたが、安定した守備を披露し歴史的な場面に立ち会った。
1998 FIFAワールドカップのメンバーに選出され、初戦のアルゼンチン戦では相手の23本のシュートを1失点のみで抑え、敗れたものの善戦した。その後のクロアチア戦（0-1）、ジャマイカ戦（1-2）でも奮闘するが敗れグループリーグ敗退となった。
フランスワールドカップ後に監督に就任したフィリップ・トルシエの下では、楢﨑正剛の台頭もあり徐々に出場機会が減り、2000年シドニーオリンピックの代表からも外れた。しかし、出番が回ってきたAFCアジアカップ2000ではグループリーグの1試合を除く全試合に出場。決勝のサウジアラビア戦では完封勝利し優勝に貢献した。
FIFAコンフェデレーションズカップ2001には正GKとして出場。グループリーグではカナダ戦とカメルーン戦の2試合に出場し、何れも完封勝利を収める。カメルーン代表監督のルシャントルは試合後「GKの並外れた実力を前に、我々はチャンスを阻まれてしまった」と語った。準決勝のオーストラリア戦では、豪雨に見舞われる難しい環境下での一戦となったが、大会を通じての4試合連続完封を成し遂げる。フランスとの決勝戦ではパトリック・ヴィエラに決勝点となる1点を許し、敗戦を喫した。日本代表は準優勝を収め、自身は同大会のベストイレブンに選出された。その後は海外移籍による出場機会の激減で試合勘など不満の残る状況が続き、コンディションが整わない日々が続いた。自国開催の2002 FIFAワールドカップでは代表に選ばれたものの出場機会は無かった。
日韓W杯後にジーコが監督に就任してからも控えの立場が続き、FIFAコンフェデレーションズカップ2003のメンバーに選出されるが出場機会は無かったが、AFCアジアカップ2004では全6試合に出場。決勝トーナメント準々決勝のヨルダン戦、1-1のまま縺れ込んだPK戦ではいずれも入れられたら敗退が決まる状況で2本のシュート(3回終了時1-3)を阻止する。結果的にヨルダンは3人成功後4人連続で失敗し、日本の逆転勝利となった。ホスト国中国との決勝戦でも大会で披露した好調ぶりを発揮し、チームは2大会連続3度目優勝を果たす。自身もアジアカップ2004 ベストイレブンのタイトルを獲得。同大会ではシュート阻止率94.0%を記録した（サッカー解析システム「opta（オプタ）」より）。
FIFAコンフェデレーションズカップ2005は国内組として出場。初戦となるメキシコ戦は1-2で敗れるが、続くギリシャ戦は無失点に抑えて1-0で勝利する。第三戦のブラジル戦では2点を先取される展開となったが、その後は得点を許さず、後半にはフアンが放った至近距離のシュートを顔面で阻止する気迫のセーブを見せる。その影響で一時的に脳震盪を患うが、その後もプレーを続け、日本は2点ビハインドから2点を取り返し引き分けに持ち込んだが、グループリーグ1勝1敗1分の3位で終え決勝トーナメント進出を逃した。
2006年、自身3度目となるワールドカップのメンバーに選ばれ全3試合に出場。初戦のオーストラリア戦は相手の再三の攻撃を凌ぐも、スローインへの飛び出しから同点にされ、終盤に3失点を喫して1-3で敗れた。第2戦のクロアチア戦では、キックに定評があるダリヨ・スルナのPKを止め勝ち点1を呼び込んだ（0-0）。このプレーによって、ワールドカップでPKを止めた史上20人目のGKとして名を残した。またドイツ紙は川口に対し「何度も止めた英雄」と絶賛した。第3戦のブラジル戦では、次々に放たれる21本のシュートを浴び4失点を喫するも孤軍奮闘の守りを見せたが、1-4で敗戦。しかし英メディアはブラジルの猛攻を再三好セーブで凌いだ川口を絶賛し、ブラジルメディアも好セーブを連発した川口を高く評価した。チームはグループリーグ2敗1分けで決勝トーナメント進出を逃したが、自身はFIFAが選定した「グループリーグ敗退国ベストイレブン」の控えGKに選ばれた。また、ブラジル戦で前半ジュニーニョ・ペルナンブカーノのミドルシュートを止めたセーブが「2006 FIFAワールドカップスーパーセーブベスト10」ランキングの6位に選ばれた。
ドイツワールドカップ後にイビチャ・オシムが監督に就任して以降は、キャプテンに指名されると共に背番号1を与えられた。2007年3月24日のキリンチャレンジカップペルー戦で国際Aマッチ100試合出場を達成。自身3度目となるアジアカップには正GKとして全試合出場した。決勝トーナメント準々決勝のオーストラリア戦では、1-1で延長戦も終了し引き続き行われたPK戦では1番手のハリー・キューウェル、2番手のルーカス・ニールを連続で阻止する活躍を見せ4-3で勝利した。しかし、準決勝のサウジアラビア戦では2-3で敗戦。3位決定戦の韓国戦ではまたしてもPK戦にもつれたが5-6で敗戦し、3連覇は成らなかった。
2008年3月26日に行われた2010 FIFAワールドカップ・アジア3次予選のアウェーバーレーン戦で、相手のセンタリングのボールを捌ききれず失点し、この試合を最後に約4年守っていた正GKのポジションを剥奪されたが、11月13日のシリア戦では楢﨑の負傷により国際Aマッチ11試合ぶりとなる出場を果たした（3-1で勝利）。その後の2010 FIFAワールドカップ・アジア最終予選のカタール戦では完封勝利を果たす（3-0）。2009年1月20日のAFCアジアカップ2011・最終予選のイエメンには欠場したが、1月28日のバーレーン戦では出場濃厚だったものの練習中に右脹脛を負傷。欠場となった。
3月19日にはコンディション不調と所属する磐田の不振により、3月28日の2010 FIFAワールドカップ・アジア最終予選のバーレーン戦での招集が見送られた。怪我以外で代表メンバーから外れたのは4年4か月ぶりだった。さらに9月19日の第26節京都戦で相手選手と接触し、右脛骨骨幹部骨折で全治6か月の大けがを負った。
2010年5月10日の南アフリカワールドカップに向けた最終メンバー発表までJリーグの公式戦に出場していなかったが、代表監督の岡田武史からチームキャプテンとしての役割を求められ2010 FIFAワールドカップの代表メンバーに選出された。本大会で出場機会は無かったがまとめ役としてチームに貢献、岡田から賞賛を受けた。

## 引退後
2019年2月、有望な若手選手を育成するナショナルトレーニングセンターのGKコーチに就任する事が発表された。5月29日には、6月に行われるU-18日本代表のポルトガル合宿に、GKコーチとして参加する事が発表された。
2019年10月24日に開催されたJリーグ理事会において同年開催のJリーグアウォーズでJリーグ功労選手賞の授与が決定した。
2020年3月、日本サッカー協会に「アスリート委員会」が新設され、川口は委員長に就任した。
2022年1月、U-19日本代表のGKコーチに就任。
2023年シーズンから古巣ジュビロ磐田のトップチームGKコーチに就任した。

## プレースタイル
キャプテンシーに優れ、逆境に立たされた際に存在感を発揮するプレイヤー。しばしば「炎の守護神」、「魂の守護神」 と表現される。
ゴールキーパーとしては小柄な体格であるが、飛び抜けた瞬発力と集中力、判断力の良さを持ち、ゴール前での飛び出しと俊敏な反応を武器としている。
大舞台に強いメンタルの強さも長所と言われており、実際に重要な国際試合では何度も神懸かり的な活躍を見せてきた。特にペナルティーキックでの勝負強さには定評があり、川口がPKを行うときの周りの雰囲気・キッカーの動きを予測するここ一番の集中力は奇跡と称される。中村俊輔は「能活さんとのPK戦は、どこに蹴っても届きそうな気がするし、読まれている気がする」「蹴る前から『あ、ここだと反応されそう』という画が、頭によぎってしまう。その時点で、こっちはゾーンに入れない。もし決まったとしても、それは“たまたま”に過ぎなくて、勝負は負けているんです。能活さんはキーパーなのにゲームを勝たせる力がある。これって絶対に抜きんでた力がないとできない。0-2、0-3で負けてもおかしくないゲームを1-0で勝ったとしたら、絶対にキーパーの力。能活さんには、そういう試合がありすぎる」と述べている。
重心を低く保ち、コンパクトな前傾姿勢が特徴的である。
ロングキックを得意とする。マリノス時代から得意としていたが、ノアシェランで更に磨きをかけた。カウンターでも狙う相手によっては球種を変えており、スピードを持つ選手には速いボール、高さ、強さのある選手には受けやすいボールを蹴り分けている。

### 評価
- ラモス瑠偉は川口について「日本の宝。キーパーとしてNO.1だと思っている。プロフェッショナル意識を持っているし、他の選手たちからも尊敬されている」と語っている[85]。

## 人物
- 地元である富士市と富士山には深い思い入れがある[86][87]。
- 横浜F・マリノス時代にチームメイトであった中村俊輔のフリーキック練習に遅くまで付き合うことも少なくなく、中村からは度々感謝されている[88]。
- 海外志向が強く、1999年1月、当時はセリエAでもトップクラスのチームであったパルマのトレーニングに4日間、練習生として参加、練習生としての扱いではなく、チームの一員の様に扱われ、紅白戦にも出場するなど、大いに刺激を受けたという[89]。
- 2023年12月17日に行われた中村俊輔の引退試合に参加。中村にフリーキックを決められたが、GKながらヘディングで得点を決めた[90]。
- 楢﨑正剛とはライバル関係にあり[77][91][92]、メディアからは新人の頃から比較され続けた。日本代表の練習中に2人が話していると、報道陣がざわつくこともあり[92]、代表合宿でのハイボール処理の特訓においての川口と楢﨑の対決では、その気迫にチームメイトも足を止める一幕もあった（結果は12戦中9勝2敗1分）[91]。川口自身は楢﨑との関係について「普通」と語っており、楢﨑も「全然普通」と賛同している[92]。
- マリノス時代やオリンピックや日韓W杯でチームメイトだった松田直樹とは、シーズンオフに一緒に練習していた。川口は松田の事を“戦友”と言っている[93]。また、松田が心筋梗塞で亡くなる日の前日（2011年8月3日）に行われたスルガ銀行チャンピオンシップ2011で、PK戦で2本止めて優勝した。試合後のインタビューでは「マツが力を貸してくれた。あいつも今、闘っている最中。僕も負けられないと思いました。」と答えていた[94]。
- ホセ・ルイス・チラベルトを尊敬する[39]。
- 現役時代はベスト体重の維持の為1日5度体重計に乗り、100グラム単位まで気を使っていた[39]。この他食事はもちろん、睡眠時間の確保にも気を使っていたため、現役時代を「常に張り詰めた生活」と述べている[95]。引退後の2018年12月13日に「プロサッカークラブをつくろう！ロード・トゥ・ワールド」のメディア発表会に登場した際には前日にレモンケーキ[96] を食べたということを明かし、「甘い物っておいしいですね」とコメントしている[95]。

### 私生活
- 2005年に結婚し[97]、2007年3月25日に長女を[98]、2013年末には第2子となる長男を授かる[99]。

## 所属先（指導者時代含む）
ユース経歴
- 1988年 - 1991年 東海大学第一中学校 (現・東海大学付属翔洋高等学校・中等部)
- 1991年 - 1994年 清水市立商業高等学校 (現・静岡市立清水桜が丘高等学校)

プロ経歴
- 1994年 - 2001年10月  横浜マリノス / 横浜F・マリノス
- 2001年11月 - 2003年8月  ポーツマスFC
- 2003年8月 - 2005年  FCノアシェラン
- 2005年 - 2013年  ジュビロ磐田
- 2014年 - 2015年  FC岐阜
- 2016年 - 2018年  SC相模原

指導歴
- 2019年 - 2022年  JFAナショナルトレセンコーチ
- 2019年9月 - 2021年  U-22/U-23/U-24日本代表 GKコーチ
- 2022年  U-19日本代表 GKコーチ
- 2023年 -  ジュビロ磐田 GKコーチ

## 個人成績
| 国内大会個人成績 | 国内大会個人成績 | 国内大会個人成績 | 国内大会個人成績 | 国内大会個人成績 | 国内大会個人成績 | 国内大会個人成績 | 国内大会個人成績 | 国内大会個人成績 | 国内大会個人成績 | 国内大会個人成績 | 国内大会個人成績 |
| 年度             | クラブ           | 背番号           | リーグ           | リーグ戦         | リーグ戦         | リーグ杯         | リーグ杯         | オープン杯       | オープン杯       | 期間通算         | 期間通算         |
| 年度             | クラブ           | 背番号           | リーグ           | 出場             | 得点             | 出場             | 得点             | 出場             | 得点             | 出場             | 得点             |
| 日本             | 日本             | 日本             | 日本             | リーグ戦         | リーグ戦         | リーグ杯         | リーグ杯         | 天皇杯           | 天皇杯           | 期間通算         | 期間通算         |
| ---------------- | ---------------- | ---------------- | ---------------- | ---------------- | ---------------- | ---------------- | ---------------- | ---------------- | ---------------- | ---------------- | ---------------- |
| 1994             | 横浜M/ 横浜FM    | -                | J                | 0                | 0                | 0                | 0                | 0                | 0                | 0                | 0                |
| 1995             | 横浜M/ 横浜FM    | -                | J                | 41               | 0                | 0                | 0                | 2                | 0                | 43               | 0                |
| 1996             | 横浜M/ 横浜FM    | -                | J                | 15               | 0                | 13               | 0                | 0                | 0                | 28               | 0                |
| 1997             | 横浜M/ 横浜FM    | 1                | J                | 22               | 0                | 0                | 0                | 2                | 0                | 24               | 0                |
| 1998             | 横浜M/ 横浜FM    | 1                | J                | 34               | 0                | 0                | 0                | 1                | 0                | 35               | 0                |
| 1999             | 横浜M/ 横浜FM    | 1                | J1               | 28               | 0                | 6                | 0                | 2                | 0                | 36               | 0                |
| 2000             | 横浜M/ 横浜FM    | 1                | J1               | 28               | 0                | 5                | 0                | 3                | 0                | 36               | 0                |
| 2001             | 横浜M/ 横浜FM    | 1                | J1               | 25               | 0                | 7                | 0                | -                | -                | 32               | 0                |
| イングランド     | イングランド     | イングランド     | イングランド     | リーグ戦         | リーグ戦         | FLカップ         | FLカップ         | FAカップ         | FAカップ         | 期間通算         | 期間通算         |
| 2001-02          | ポーツマス       | 37               | FLC              | 11               | 0                | 0                | 0                | 1                | 0                | 12               | 0                |
| 2002-03          | ポーツマス       | 29               | FLC              | 1                | 0                | 0                | 0                | 0                | 0                | 1                | 0                |
| 2003-04          | ポーツマス       | -                | プレミア         | 0                | 0                | 0                | 0                | 0                | 0                | 0                | 0                |
| デンマーク       | デンマーク       | デンマーク       | デンマーク       | リーグ戦         | リーグ戦         | リーグ杯         | リーグ杯         | オープン杯       | オープン杯       | 期間通算         | 期間通算         |
| 2003-04          | ノアシェラン     | 30               | SASリーガ        | 8                | 0                | 1                | 0                | -                | -                | 9                | 0                |
| 2004-05          | ノアシェラン     | 30               | SASリーガ        | 0                | 0                | 0                | 0                | -                | -                | 0                | 0                |
| 日本             | 日本             | 日本             | 日本             | リーグ戦         | リーグ戦         | リーグ杯         | リーグ杯         | 天皇杯           | 天皇杯           | 期間通算         | 期間通算         |
| 2005             | 磐田             | 1                | J1               | 29               | 0                | 1                | 0                | 3                | 0                | 33               | 0                |
| 2006             | 磐田             | 1                | J1               | 34               | 0                | 3                | 0                | 1                | 0                | 38               | 0                |
| 2007             | 磐田             | 1                | J1               | 32               | 0                | 3                | 0                | 1                | 0                | 36               | 0                |
| 2008             | 磐田             | 1                | J1               | 33               | 0                | 1                | 0                | 0                | 0                | 34               | 0                |
| 2009             | 磐田             | 1                | J1               | 26               | 0                | 4                | 0                | 0                | 0                | 30               | 0                |
| 2010             | 磐田             | 1                | J1               | 17               | 0                | 4                | 0                | 1                | 0                | 22               | 0                |
| 2011             | 磐田             | 1                | J1               | 34               | 0                | 3                | 0                | 1                | 0                | 38               | 0                |
| 2012             | 磐田             | 1                | J1               | 2                | 0                | 0                | 0                | 1                | 0                | 3                | 0                |
| 2013             | 磐田             | 1                | J1               | 21               | 0                | 1                | 0                | 1                | 0                | 23               | 0                |
| 2014             | 岐阜             | 22               | J2               | 37               | 0                | -                | -                | 0                | 0                | 37               | 0                |
| 2015             | 岐阜             | 1                | J2               | 6                | 0                | -                | -                | 0                | 0                | 6                | 0                |
| 2016             | 相模原           | 23               | J3               | 19               | 0                | -                | -                | -                | -                | 19               | 0                |
| 2017             | 相模原           | 1                | J3               | 18               | 0                | -                | -                | -                | -                | 18               | 0                |
| 2018             | 相模原           | 1                | J3               | 6                | 0                | -                | -                | -                | -                | 6                | 0                |
| 通算             | 日本             | 日本             | J1               | 421              | 0                | 51               | 0                | 19               | 0                | 491              | 0                |
| 通算             | 日本             | 日本             | J2               | 43               | 0                | -                | -                | 0                | 0                | 43               | 0                |
| 通算             | 日本             | 日本             | J3               | 43               | 0                | -                | -                | 0                | 0                | 43               | 0                |
| 通算             | イングランド     | イングランド     | プレミア         | 0                | 0                | -                | -                | -                | -                | 0                | 0                |
| 通算             | イングランド     | イングランド     | FLC              | 12               | 0                | 0                | 0                | 1                | 0                | 13               | 0                |
| 通算             | デンマーク       | デンマーク       | SASリーガ        | 8                | 0                | 1                | 0                | 0                | 0                | 9                | 0                |
| 総通算           | 総通算           | 総通算           | 総通算           | 546              | 0                | 52               | 0                | 20               | 0                | 599              | 0                |

その他の公式戦
- 1995年
  - Jリーグチャンピオンシップ 2試合0得点
- 2000年
  - Jリーグチャンピオンシップ 2試合0得点
- 2008年
  - J1・J2入れ替え戦 2試合0得点

| 国際大会個人成績 | 国際大会個人成績 | 国際大会個人成績 | 国際大会個人成績 | 国際大会個人成績 |
| 年度             | クラブ           | 背番号           | 出場             | 得点             |
| UEFA             | UEFA             | UEFA             | UEFA EL          | UEFA EL          |
| ---------------- | ---------------- | ---------------- | ---------------- | ---------------- |
| 2003-04          | ノアシェラン     | 30               | 1                | 0                |
| AFC              | AFC              | AFC              | ACL              | ACL              |
| 2005             | 磐田             | 1                | 1                | 0                |
| 通算             | UEFA             | UEFA             | 1                | 0                |
| 通算             | AFC              | AFC              | 1                | 0                |

その他の国際公式戦
- 2011年
  - スルガ銀行チャンピオンシップ 1試合0得点

## 代表歴

### 主な出場大会
- 1996年 - アトランタオリンピック
- 1998年 - FIFAワールドカップ・フランス大会
- 2000年 - AFCアジアカップ2000 : 優勝
- 2001年 - FIFAコンフェデレーションズカップ2001 : 準優勝
- 2002年 - FIFAワールドカップ・日韓大会
- 2004年 - AFCアジアカップ2004 : 優勝
- 2005年 - FIFAコンフェデレーションズカップ2005
- 2006年 - FIFAワールドカップ・ドイツ大会
- 2007年 - AFCアジアカップ2007 : 4位
- 2010年 - FIFAワールドカップ・南アフリカ大会

### 試合数
- 国際Aマッチ 116試合 0得点 （1997年-2008年）[3]

| 日本代表 | 国際Aマッチ | 国際Aマッチ |
| 年       | 出場        | 得点        |
| -------- | ----------- | ----------- |
| 1997     | 21          | 0           |
| 1998     | 9           | 0           |
| 1999     | 3           | 0           |
| 2000     | 8           | 0           |
| 2001     | 9           | 0           |
| 2002     | 2           | 0           |
| 2003     | 2           | 0           |
| 2004     | 11          | 0           |
| 2005     | 14          | 0           |
| 2006     | 19          | 0           |
| 2007     | 12          | 0           |
| 2008     | 6           | 0           |
| 2010     | 0           | 0           |
| 通算     | 116         | 0           |

- U-23サッカー日本代表 36試合 0得点（1994年-1996年）

|      | サッカー五輪代表 | サッカー五輪代表 | サッカー五輪代表 |
| 年   | 出場             | 得点             |                  |
| ---- | ---------------- | ---------------- | ---------------- |
| 1994 | 8                | 0                |                  |
| 1995 | 15               | 0                |                  |
| 1996 | 13               | 0                |                  |
| 通算 | 36               | 0                |                  |

### 出場
| No.  | 開催日         | 開催都市             | スタジアム                         | 対戦相手                 | 結果        | 監督                 | 大会                             |
| ---- | -------------- | -------------------- | ---------------------------------- | ------------------------ | ----------- | -------------------- | -------------------------------- |
| 1.   | 1997年02月13日 | バンコク             |                                    | スウェーデン             | ●0-1        | 加茂周               | キングスカップ                   |
| 2.   | 1997年03月15日 | バンコク             |                                    | タイ                     | ●1-3        | 加茂周               | 国際親善試合                     |
| 3.   | 1997年03月23日 | マスカット           |                                    | オマーン                 | ○1-0        | 加茂周               | ワールドカップ予選               |
| 4.   | 1997年03月25日 | マスカット           |                                    | マカオ                   | ○10-0       | 加茂周               | ワールドカップ予選               |
| 5.   | 1997年03月27日 | マスカット           |                                    | ネパール                 | ○6-0        | 加茂周               | ワールドカップ予選               |
| 6.   | 1997年05月21日 | 東京都               | 国立霞ヶ丘競技場陸上競技場         | 韓国                     | △1-1        | 加茂周               | ワールドカップ記念試合           |
| 7.   | 1997年06月08日 | 東京都               | 国立霞ヶ丘競技場陸上競技場         | クロアチア               | ○4-3        | 加茂周               | キリンカップ                     |
| 8.   | 1997年06月15日 | 大阪府               | 長居陸上競技場                     | トルコ                   | ○1-0        | 加茂周               | キリンカップ                     |
| 9.   | 1997年06月22日 | 東京都               | 国立霞ヶ丘競技場陸上競技場         | マカオ                   | ○10-0       | 加茂周               | ワールドカップ予選               |
| 10.  | 1997年06月25日 | 東京都               | 国立霞ヶ丘競技場陸上競技場         | ネパール                 | ○3-0        | 加茂周               | ワールドカップ予選               |
| 11.  | 1997年06月28日 | 東京都               | 国立霞ヶ丘競技場陸上競技場         | オマーン                 | △1-1        | 加茂周               | ワールドカップ予選               |
| 12.  | 1997年08月13日 | 大阪府               | 長居陸上競技場                     | ブラジル                 | ●0-3        | 加茂周               | 国際親善試合                     |
| 13.  | 1997年09月07日 | 東京都               | 国立霞ヶ丘競技場陸上競技場         | ウズベキスタン           | ○6-3        | 加茂周               | ワールドカップ予選               |
| 14.  | 1997年09月19日 | アブダビ             |                                    | アラブ首長国連邦         | △0-0        | 加茂周               | ワールドカップ予選               |
| 15.  | 1997年09月28日 | 東京都               | 国立霞ヶ丘競技場陸上競技場         | 韓国                     | ●1-2        | 加茂周               | ワールドカップ予選               |
| 16.  | 1997年10月04日 | アルマトイ           |                                    | カザフスタン             | △1-1        | 加茂周               | ワールドカップ予選               |
| 17.  | 1997年10月11日 | タシケント           |                                    | ウズベキスタン           | △1-1        | 岡田武史             | ワールドカップ予選               |
| 18.  | 1997年10月26日 | 東京都               | 国立霞ヶ丘競技場陸上競技場         | アラブ首長国連邦         | △1-1        | 岡田武史             | ワールドカップ予選               |
| 19.  | 1997年11月01日 | ソウル               |                                    | 韓国                     | ○2-0        | 岡田武史             | ワールドカップ予選               |
| 20.  | 1997年11月08日 | 東京都               | 国立霞ヶ丘競技場陸上競技場         | カザフスタン             | ○5-1        | 岡田武史             | ワールドカップ予選               |
| 21.  | 1997年11月16日 | ジョホールバル       |                                    | イラン                   | ○3-2(延長V) | 岡田武史             | ワールドカップ予選               |
| 22.  | 1998年03月07日 | 東京都               | 国立霞ヶ丘競技場陸上競技場         | 中華人民共和国           | ●0-2        | 岡田武史             | ダイナスティカップ               |
| 23.  | 1998年04月01日 | ソウル               |                                    | 韓国                     | ●1-2        | 岡田武史             | ワールドカップ記念試合           |
| 24.  | 1998年05月17日 | 東京都               | 国立霞ヶ丘競技場陸上競技場         | パラグアイ               | △1-1        | 岡田武史             | キリンカップ                     |
| 25.  | 1998年05月24日 | 神奈川県             | 横浜国際総合競技場                 | チェコ                   | △0-0        | 岡田武史             | キリンカップ                     |
| 26.  | 1998年06月03日 | ローザンヌ           |                                    | ユーゴスラビア           | ●0-1        | 岡田武史             | 国際親善試合                     |
| 27.  | 1998年06月14日 | トゥールーズ         |                                    | アルゼンチン             | ●0-1        | 岡田武史             | ワールドカップ                   |
| 28.  | 1998年06月20日 | ナント               |                                    | クロアチア               | ●0-1        | 岡田武史             | ワールドカップ                   |
| 29.  | 1998年06月26日 | リヨン               |                                    | ジャマイカ               | ●1-2        | 岡田武史             | ワールドカップ                   |
| 30.  | 1998年10月28日 | 大阪府               | 長居陸上競技場                     | エジプト                 | ○1-0        | フィリップ・トルシエ | キリンチャレンジ                 |
| 31.  | 1999年06月03日 | 東京都               | 国立霞ヶ丘競技場陸上競技場         | ベルギー                 | △0-0        | フィリップ・トルシエ | キリンカップ                     |
| 32.  | 1999年07月02日 | アスンシオン         |                                    | パラグアイ               | ●0-4        | フィリップ・トルシエ | コパ・アメリカ                   |
| 33.  | 1999年09月08日 | 神奈川県             | 横浜国際総合競技場                 | イラン                   | △1-1        | フィリップ・トルシエ | キリンチャレンジ                 |
| 34.  | 2000年02月13日 | マカオ               |                                    | シンガポール             | ○3-0        | フィリップ・トルシエ | アジアカップ予選                 |
| 35.  | 2000年02月16日 | マカオ               |                                    | ブルネイ                 | ○9-0        | フィリップ・トルシエ | アジアカップ予選                 |
| 36.  | 2000年06月06日 | カサブランカ         |                                    | ジャマイカ               | ○4-0        | フィリップ・トルシエ | ハッサン2世杯                    |
| 37.  | 2000年10月14日 | サイダ               |                                    | サウジアラビア           | ○4-1        | フィリップ・トルシエ | アジアカップ                     |
| 38.  | 2000年10月17日 | サイダ               |                                    | ウズベキスタン           | ○8-1        | フィリップ・トルシエ | アジアカップ                     |
| 39.  | 2000年10月24日 | ベイルート           |                                    | イラク                   | ○4-1        | フィリップ・トルシエ | アジアカップ                     |
| 40.  | 2000年10月26日 | ベイルート           |                                    | 中華人民共和国           | ○3-2        | フィリップ・トルシエ | アジアカップ                     |
| 41.  | 2000年10月29日 | ベイルート           |                                    | サウジアラビア           | ○1-0        | フィリップ・トルシエ | アジアカップ                     |
| 42.  | 2001年04月25日 | コルドバ             |                                    | スペイン                 | ●0-1        | フィリップ・トルシエ | 国際親善試合                     |
| 43.  | 2001年05月31日 | 新潟県               | 新潟スタジアム                     | カナダ                   | ○3-0        | フィリップ・トルシエ | コンフェデレーションカップ       |
| 44.  | 2001年06月02日 | 新潟県               | 新潟スタジアム                     | カメルーン               | ○2-0        | フィリップ・トルシエ | コンフェデレーションカップ       |
| 45.  | 2001年06月07日 | 神奈川県             | 横浜国際総合競技場                 | オーストラリア           | ○1-0        | フィリップ・トルシエ | コンフェデレーションカップ       |
| 46.  | 2001年06月10日 | 神奈川県             | 横浜国際総合競技場                 | フランス                 | ●0-1        | フィリップ・トルシエ | コンフェデレーションカップ       |
| 47.  | 2001年07月01日 | 北海道               | 札幌ドーム                         | パラグアイ               | ○2-0        | フィリップ・トルシエ | キリンカップ                     |
| 48.  | 2001年07月04日 | 大分県               | 大分スポーツ公園総合競技場         | ユーゴスラビア           | ○1-0        | フィリップ・トルシエ | キリンカップ                     |
| 49.  | 2001年08月15日 | 静岡県               | 静岡県小笠山総合運動公園スタジアム | オーストラリア           | ○3-0        | フィリップ・トルシエ | AFC/OFCチャレンジカップ          |
| 50.  | 2001年10月07日 | サザンプトン         |                                    | ナイジェリア             | △2-2        | フィリップ・トルシエ | 国際親善試合                     |
| 51.  | 2002年03月27日 | ウッジ               |                                    | ポーランド               | ○2-0        | フィリップ・トルシエ | 国際親善試合                     |
| 52.  | 2002年05月14日 | オスロ               |                                    | ノルウェー               | ●0-3        | フィリップ・トルシエ | 国際親善試合                     |
| 53.  | 2003年03月28日 | 東京都               | 国立霞ヶ丘競技場陸上競技場         | ウルグアイ               | △2-2        | ジーコ               | 国際親善試合                     |
| 54.  | 2003年10月11日 | ブカレスト           |                                    | ルーマニア               | △1-1        | ジーコ               | 国際親善試合                     |
| 55.  | 2004年06月09日 | 埼玉県               | 埼玉スタジアム2002                 | インド                   | ○7-0        | ジーコ               | ワールドカップ予選               |
| 56.  | 2004年07月09日 | 広島県               | 広島広域公園陸上競技場             | スロバキア               | ○3-1        | ジーコ               | キリンカップ                     |
| 57.  | 2004年07月13日 | 神奈川県             | 横浜国際総合競技場                 | セルビア・モンテネグロ   | ○1-0        | ジーコ               | キリンカップ                     |
| 58.  | 2004年07月20日 | 重慶                 |                                    | オマーン                 | ○1-0        | ジーコ               | アジアカップ                     |
| 59.  | 2004年07月24日 | 重慶                 |                                    | タイ                     | ○4-1        | ジーコ               | アジアカップ                     |
| 60.  | 2004年07月28日 | 重慶                 |                                    | イラン                   | △0-0        | ジーコ               | アジアカップ                     |
| 61.  | 2004年07月31日 | 重慶                 |                                    | ヨルダン                 | △1-1(PK4-3) | ジーコ               | アジアカップ                     |
| 62.  | 2004年08月03日 | 済南                 |                                    | バーレーン               | ○4-3(延長)  | ジーコ               | アジアカップ                     |
| 63.  | 2004年08月07日 | 北京                 |                                    | 中華人民共和国           | ○3-1        | ジーコ               | アジアカップ                     |
| 64.  | 2004年09月08日 | コルカタ             |                                    | インド                   | ○4-0        | ジーコ               | ワールドカップ予選               |
| 65.  | 2004年10月13日 | マスカット           |                                    | オマーン                 | ○1-0        | ジーコ               | ワールドカップ予選               |
| 66.  | 2005年01月29日 | 神奈川県             | 横浜国際総合競技場                 | カザフスタン             | ○4-0        | ジーコ               | キリンチャレンジカップ           |
| 67.  | 2005年02月02日 | 埼玉県               | 埼玉スタジアム2002                 | シリア                   | ○3-0        | ジーコ               | キリンチャレンジカップ           |
| 68.  | 2005年02月09日 | 埼玉県               | 埼玉スタジアム2002                 | 北朝鮮                   | ○2-1        | ジーコ               | ワールドカップ予選               |
| 69.  | 2005年05月22日 | 新潟県               | 新潟スタジアム                     | ペルー                   | ●0-1        | ジーコ               | キリンカップ                     |
| 70.  | 2005年05月27日 | 東京都               | 国立霞ヶ丘競技場陸上競技場         | アラブ首長国連邦         | ●0-1        | ジーコ               | キリンカップ                     |
| 71.  | 2005年06月03日 | マナマ               |                                    | バーレーン               | ○1-0        | ジーコ               | ワールドカップ予選               |
| 72.  | 2005年06月08日 | バンコク             |                                    | 北朝鮮                   | ○2-0        | ジーコ               | ワールドカップ予選               |
| 73.  | 2005年06月16日 | ハノーバー           |                                    | メキシコ                 | ●1-2        | ジーコ               | コンフェデレーションカップ       |
| 74.  | 2005年06月19日 | フランクフルト       |                                    | ギリシャ                 | ○1-0        | ジーコ               | コンフェデレーションカップ       |
| 75.  | 2005年06月22日 | ケルン               |                                    | ブラジル                 | △2-2        | ジーコ               | コンフェデレーションカップ       |
| 76.  | 2005年07月31日 | 大田                 |                                    | 北朝鮮                   | ●0-1        | ジーコ               | 東アジア選手権                   |
| 77.  | 2005年08月17日 | 神奈川県             | 横浜国際総合競技場                 | イラン                   | ○2-1        | ジーコ               | ワールドカップ予選               |
| 78.  | 2005年10月12日 | キエフ               |                                    | ウクライナ               | ●0-1        | ジーコ               | 国際親善試合                     |
| 79.  | 2005年11月16日 | 東京都               | 国立霞ヶ丘競技場陸上競技場         | アンゴラ                 | ○1-0        | ジーコ               | キリンチャレンジカップ           |
| 80.  | 2006年02月10日 | サンフランシスコ     |                                    | アメリカ合衆国           | ●2-3        | ジーコ               | 国際親善試合                     |
| 81.  | 2006年02月18日 | 静岡県               | 静岡県小笠山総合運動公園スタジアム | フィンランド             | ○2-0        | ジーコ               | キリンチャレンジカップ           |
| 82.  | 2006年02月22日 | 神奈川県             | 横浜国際総合競技場                 | インド                   | ○6-0        | ジーコ               | アジアカップ予選                 |
| 83.  | 2006年02月28日 | ドルトムント         |                                    | ボスニア・ヘルツェゴビナ | △2-2        | ジーコ               | 国際親善試合                     |
| 84.  | 2006年03月30日 | 大分県               | 大分スポーツ公園総合競技場         | エクアドル               | ○1-0        | ジーコ               | キリンチャレンジカップ           |
| 85.  | 2006年05月09日 | 大阪府               | 長居陸上競技場                     | ブルガリア               | ●1-2        | ジーコ               | キリンカップ                     |
| 86.  | 2006年05月13日 | 埼玉県               | 埼玉スタジアム2002                 | スコットランド           | △0-0        | ジーコ               | キリンカップ                     |
| 87.  | 2006年05月30日 | レバークーゼン       |                                    | ドイツ                   | △2-2        | ジーコ               | 国際親善試合                     |
| 88.  | 2006年06月04日 | デュッセルドルフ     |                                    | マルタ                   | ○1-0        | ジーコ               | 国際親善試合                     |
| 89.  | 2006年06月12日 | カイザースラウテルン |                                    | オーストラリア           | ●1-3        | ジーコ               | ワールドカップ                   |
| 90.  | 2006年06月18日 | ニュルンベルク       |                                    | クロアチア               | △0-0        | ジーコ               | ワールドカップ                   |
| 91.  | 2006年06月22日 | ドルトムント         |                                    | ブラジル                 | ●1-4        | ジーコ               | ワールドカップ                   |
| 92.  | 2006年08月09日 | 東京都               | 国立霞ヶ丘競技場陸上競技場         | ブラジル                 | ○2-0        | イビチャ・オシム     | キリンチャレンジカップ           |
| 93.  | 2006年08月16日 | 新潟県               | 新潟スタジアム                     | イエメン                 | ○2-0        | イビチャ・オシム     | アジアカップ予選                 |
| 94.  | 2006年09月03日 | ジッダ               |                                    | サウジアラビア           | ●0-1        | イビチャ・オシム     | アジアカップ予選                 |
| 95.  | 2006年09月06日 | サヌア               |                                    | イエメン                 | ○1-0        | イビチャ・オシム     | アジアカップ予選                 |
| 96.  | 2006年10月04日 | 神奈川県             | 横浜国際総合競技場                 | ガーナ                   | ●0-1        | イビチャ・オシム     | キリンチャレンジカップ           |
| 97.  | 2006年10月11日 | バンガロール         |                                    | インド                   | ○3-0        | イビチャ・オシム     | アジアカップ予選                 |
| 98.  | 2006年11月15日 | 北海道               | 札幌ドーム                         | サウジアラビア           | ○3-1        | イビチャ・オシム     | アジアカップ予選                 |
| 99.  | 2007年03月24日 | 神奈川県             | 横浜国際総合競技場                 | ペルー                   | ○2-0        | イビチャ・オシム     | キリンチャレンジカップ           |
| 100. | 2007年06月05日 | 埼玉県               | 埼玉スタジアム2002                 | コロンビア               | △0-0        | イビチャ・オシム     | キリンカップ                     |
| 101. | 2007年07月09日 | ハノイ               |                                    | カタール                 | △1-1        | イビチャ・オシム     | アジアカップ                     |
| 102. | 2007年07月13日 | ハノイ               |                                    | アラブ首長国連邦         | ○3-1        | イビチャ・オシム     | アジアカップ                     |
| 103. | 2007年07月16日 | ハノイ               |                                    | ベトナム                 | ○4-1        | イビチャ・オシム     | アジアカップ                     |
| 104. | 2007年07月21日 | ハノイ               |                                    | オーストラリア           | △1-1(PK4-3) | イビチャ・オシム     | アジアカップ                     |
| 105. | 2007年07月25日 | ハノイ               |                                    | サウジアラビア           | ●2-3        | イビチャ・オシム     | アジアカップ                     |
| 106. | 2007年07月28日 | パレンバン           |                                    | 韓国                     | △0-0(PK5-6) | イビチャ・オシム     | アジアカップ                     |
| 107. | 2007年08月22日 | 大分県               | 大分スポーツ公園総合競技場         | カメルーン               | ○2-0        | イビチャ・オシム     | キリンチャレンジカップ           |
| 108. | 2007年09月07日 | クラーゲンフルト     |                                    | オーストリア             | △0-0(PK3-4) | イビチャ・オシム     | 3大陸トーナメント                |
| 109. | 2007年09月11日 | クラーゲンフルト     |                                    | スイス                   | ○4-3        | イビチャ・オシム     | 3大陸トーナメント                |
| 110. | 2007年10月17日 | 大阪府               | 長居陸上競技場                     | エジプト                 | ○4-1        | イビチャ・オシム     | アジア・アフリカチャレンジカップ |
| 111. | 2008年01月26日 | 東京都               | 国立霞ヶ丘競技場陸上競技場         | チリ                     | △0-0        | 岡田武史             | キリンチャレンジカップ           |
| 112. | 2008年02月06日 | 埼玉県               | 埼玉スタジアム2002                 | タイ                     | ○4-1        | 岡田武史             | ワールドカップ予選               |
| 113. | 2008年02月23日 | 重慶                 |                                    | 韓国                     | △1-1        | 岡田武史             | 東アジア選手権                   |
| 114. | 2008年03月26日 | マナマ               |                                    | バーレーン               | ●0-1        | 岡田武史             | ワールドカップ予選               |
| 115. | 2008年11月13日 | 兵庫県               | 御崎公園球技場                     | シリア                   | ○3-1        | 岡田武史             | キリンチャレンジカップ           |
| 116. | 2008年11月19日 | ドーハ               |                                    | カタール                 | ○3-0        | 岡田武史             | ワールドカップ予選               |

### 記録
- ワールドカップ予選5試合連続完封　※歴代最多タイ記録[100](当時[101])

## 初出場
| 開催年月日    | サッカーリーグ             | カテゴリー                  | 対戦相手                       | 開催地                           | 勝敗 |
| ------------- | -------------------------- | --------------------------- | ------------------------------ | -------------------------------- | ---- |
| 1995年4月26日 | Jリーグ                    | J1（第11節）                | 柏レイソル                     | 国立競技場                       | ○1-0 |
| 2014年3月2日  | Jリーグ                    | J2（第1節）                 | カマタマーレ讃岐               | 長良川競技場                     | ○3-1 |
| 2016年5月8日  | Jリーグ                    | J3（第8節）                 | ブラウブリッツ秋田             | 相模原ギオンスタジアム           | △2-2 |
| 2001年11月3日 | フットボールリーグ         | チャンピオンシップ（第8節） | シェフィールド・ウェンズデイFC | ヒルズボロ・スタジアム           | ○3-2 |
| 2003年10月5日 | デンマーク・スーペルリーガ | SASリーガ（第11節）         | ヘアフュルエ                   | ヘアフュルエ・スタジアム         | ●1-2 |
| 開催年月日    | ナショナルチーム           | 大会名                      | 対戦相手                       | 開催地                           | 勝敗 |
| 1994年2月2日  | U-23サッカー日本代表       | マレーシア国際トーナメント  | U-23マレーシア代表             | クアランプール                   | ○1-0 |
| 1997年2月13日 | サッカー日本代表           | 第28回キングス・カップ      | スウェーデン                   | ナショナルスタジアム（バンコク） | ●0-1 |

## タイトル

### チーム
- Jリーグ 優勝 : 1995
- AFCアジアカップ 優勝 : 2000、2004
- フットボールリーグ・ディヴィジョン1 優勝 : 2002-03
- Jリーグカップ 優勝 : 2010

### 個人
サッカー
- 1995年 - 新人王
- 1996年 - 日本年間最優秀選手賞
- 2001年 - FIFAコンフェデレーションズカップ2001 ベストイレブン
- 2001年 - AFC月間最優秀選手賞 (6月)
- 2004年 - アジアカップ2004 ベストイレブン
- 2006年 - Jリーグベストイレブン
- 2008年 - Jリーグフェアプレー個人賞 (ジュビロ磐田選手では初受賞)
- 2013年 - Jクロニクルベスト ベストイレブン
- 2023年 - J30ベストアウォーズ ベストイレブン

その他
- 1995年 - ベストスマイル・オブ・ザ・イヤー (著名人部門)
- 1996年 - 報知プロスポーツ大賞 (Jリーグ部門)
- 1998年 - ベストドレッサー賞 (スポーツ・芸能部門)
- 2002年 - 日本プロスポーツ大賞 (2002 FIFAワールドカップ日本代表として)
- 2019年 - Jリーグ功労選手賞

## 出版

### 書籍
- ゴールはオレにまかせろ!「川口能活」―アトランタ若き守護神 （1996年7月発売、著・大貫哲義　主婦と生活社） ISBN 4391119129
- 川口能活〈PERSONAL BOOK〉YOSHIKATSU （1996年12月発売、小学館） ISBN 4091023266
- 魂のゴールキーパー 川口能活 （2006年3月発売、著・西川昭策 アールズ出版） ISBN 4862040128
- 川口能活 証 （2006年5月発売、著・山中忍 文藝春秋） ISBN 4163680101
- 『月刊コロコロコミック』 (1998年6-7月号でドキュメント漫画「川口能活物語」を掲載、作画はかとうひろし)
- 壁を超える （2017年10月10日発売、著・川口能活 角川新書） ISBN 9784040821665 [102]

### ビデオ
- 川口能活 /横浜マリノス・オフィシャル・ビデオ (1996年11月21日発売、ポニーキャニオン)

## 出演

### メディア出演
- 第47回NHK紅白歌合戦（NHK総合・ラジオ第1）
- 関口宏の東京フレンドパークII（TBS）
- 情熱大陸[103]（毎日放送）
- SmaSTATION-3[104]（テレビ朝日） - 香取慎吾と対談など
- GET SPORTS（テレビ朝日） - 中西哲生とも対談
- やべっちFC〜日本サッカー応援宣言〜（テレビ朝日）
- すぽると!（フジテレビ） - 試合後コメントなど
- 金子達仁のSports Press（ニッポン放送）
- FIFAフットボール・ムンディアル（IMG）
- メヂカラ（TBS）
- みらいのつくりかた（テレビ東京）
- ヒーローたちの名勝負（NHK総合）
- Crossroad（テレビ東京）

### CM
- サンスター　トニックシャンプー
- 明治製菓（現明治）アメリカンチップス イメージキャラクター (1996年)
- 日産自動車 (1998年)
- 日産火災海上保険 (2000年～2001年)
- 大塚製薬 「エネルゲン」
- 参天製薬 「サンテエフエックス」
- 参天製薬 「サンテコンタクト」(吉川ひなのと共演)
- 総務省「第44回衆議院議員総選挙・最高裁判所裁判官国民審査」投票啓発活動[105][106] (加藤あいと共演、2005年)
- 東海漬物 「きゅうりのキューちゃん」 (2006年)[107]
- NEC ｢VALUESTAR W｣[108] (2006年) (山本太郎、玉木宏が出演している)
- キリンビール「企業」（2017年8月)
- ソニー・インタラクティブエンタテインメント「PlayStation®4『がんばった2人』篇」（2019年3月8日 - ）- 楢﨑正剛との共演[109]
- ピップ株式会社「プロ・フィッツ サポーター ひざ用」（2019年5月3日 - ）

### イメージキャラクター
- セキュリティハウス・センター (契約会社)[110]